# Наком
«Наком» (Nakom) — наиболее распространенная торговая марка комбинированного лекарственного средства с составом леводопа+карбидопа (МНН). Данный препарат также зарегистрирован под торговыми названиями «Веро-Левокарбидопа», «Синдопа», «Синемет», «Тидомет форте», «Тремонорм».
Является противопаркинсоническим дофаминергическим лекарственным препаратом.

## Общая информация
Для уменьшения побочных эффектов и усиления лечебного действия L-дофа разработаны препараты, содержащие L-дофа вместе с ингибиторами периферического (экстрацеребрального) декарбоксилирования L-дофа. Одним из таких ингибиторов является карбидопа [гидразинометилдофа; 3-(3,4-диоксифенил)-2-гидразино-2-метил-пропионовая кислота].
Сочетание L-дофа с карбидопа приводит к ингибированию разложения L-дофа в крови и периферических тканях и повышению уровня L-дофа в тканях мозга, где L-дофа превращается в дофамин. В связи с этим возможно применение меньших доз L-дофа, при этом быстрее наблюдается лечебный эффект и уменьшается выраженность побочных явлений.
Показания к применению накома такие же, как для леводопы.
Назначают наком внутрь как во время, так и после еды. Дозы подбирают индивидуально с учётом особенностей действия основного компонента (леводопа). Обычно приём начинают с 1/2 таблетки 1—2 раза в сутки; при необходимости увеличивают дневную дозу, добавляя 1/2 таблетки через каждые 2—3 дня до достижения оптимального эффекта (обычно до 3—6 таблеток в сутки, но не более 8 таблеток в сутки).
Больные, получавшие ранее L-дофа, должны до начала лечения накомом прекратить (не менее чем за 12 ч) приём L-дофа, а наком принимать в первые дни в уменьшенных дозах (не более 3 таблеток в сутки). Поддерживающая доза для большинства больных составляет 3—6 таблеток в сутки (не более 8 таблеток в сутки).

## Противопоказания
Меры предосторожности и противопоказания при применении накома такие же, как для L-дофа (леводопы).